# Aleksander Małecki
Aleksander Antoni Włodzimierz Małecki (Zarubyntsi, 3 aprile 1907 – Września, settembre 1939) è stato uno schermidore polacco, vincitore di una medaglia di bronzo nella scherma ai giochi olimpici.